# Bojana Jovanovski Petrović
Bojana Jovanovski Petrović (serbisch-kyrillisch Бојана Јовановски; * 31. Dezember 1991 als Bojana Jovanovski in Belgrad, Jugoslawien) ist eine ehemalige serbische Tennisspielerin.

## Karriere
Jovanovski begann im Alter von sieben Jahren mit dem Tennisspielen. Sie bevorzugt den Hartplatz, ihr Lieblingsschlag ist die Vorhand.
Von 2008 bis 2010 gewann sie vier Einzeltitel bei ITF-Turnieren. Ihren ersten Titel auf der WTA Tour feierte sie im Juli 2012 mit dem Gewinn des Baku Cups. Seit April 2010 hat sie 17 Partien für die serbische Fed-Cup-Mannschaft bestritten; dabei gelangen ihr sechs Siege für Serbien.
Bei den Australian Open stand sie 2013 erstmals im Achtelfinale eines Grand-Slam-Turniers. Im September gelang ihr dann beim Hartplatzturnier in Taschkent der zweite WTA-Titel im Einzel und bereits in der Woche darauf folgte beim Challenger-Turnier in Ningbo ein weiterer Titel.
Nach den French Open 2016 wurde bei ihr zunächst eine Schulter- und später noch eine Handgelenksoperations durchgeführt. Hierdurch konnte sie in der restlichen Saison 2016 und die komplette Saison 2017 kein Tennismatch bestreiten. Erst Ende Januar 2018, bei der St. Petersburg Ladies Trophy, trat sie mit einem geschützten Listenplatz in der Qualifikation fürs Dameneinzel wieder bei einem WTA-Turnier an.
Am 28. November 2018 verkündete sie ihr Karriereende.

## Turniersiege

### Einzel
| Nr. | Datum              | Turnier   | Kategorie         | Belag     | Finalgegnerin      | Ergebnis       |
| --- | ------------------ | --------- | ----------------- | --------- | ------------------ | -------------- |
| 1.  | 13. Juli 2008      | Prokuplje | ITF $10.000       | Sand      | Karin Morgošová    | 6:0, 6:1       |
| 2.  | 25. August 2008    | Vinkovci  | ITF $10.000       | Sand      | Zorica Petrov      | 6:1, 6:3       |
| 3.  | 7. September 2008  | Brčko     | ITF $10.000       | Sand      | Gracia Radovanovic | 6:4, 3:6, 6:2  |
| 4.  | 26. Dezember 2010  | Pune      | ITF $25.000       | Hartplatz | Nina Brattschikowa | 6:4, 6:4       |
| 5.  | 28. Juli 2012      | Baku      | WTA International | Hartplatz | Julia Cohen        | 6:3, 6:1       |
| 6.  | 14. September 2013 | Taschkent | WTA International | Hartplatz | Wolha Hawarzowa    | 4:6, 7:5, 7:63 |
| 7.  | 27. September 2013 | Ningbo    | WTA Challenger    | Sand      | Zhang Shuai        | 6:77, 6:4, 6:1 |

## Abschneiden bei Grand-Slam-Turnieren

### Einzel
| Turnier         | 2009 | 2010 | 2011 | 2012 | 2013 | 2014 | 2015 | 2016 | 2017 | 2018 | Karriere |
| --------------- | ---- | ---- | ---- | ---- | ---- | ---- | ---- | ---- | ---- | ---- | -------- |
| Australian Open | —    | Q3   | 2    | 1    | AF   | 2    | 1    | 1    | —    | —    | AF       |
| French Open     | —    | Q2   | 1    | 1    | 3    | 1    | 2    | 1    | —    | —    | 3        |
| Wimbledon       | —    | 2    | 1    | 2    | 2    | 3    | 1    | —    | —    | Q1   | 3        |
| US Open         | Q3   | 1    | 1    | 2    | 2    | 1    | 2    | —    | —    | Q2   | 2        |

Zeichenerklärung: S = Turniersieg; F, HF, VF, AF = Einzug ins Finale / Halbfinale / Viertelfinale / Achtelfinale; 1, 2, 3 = Ausscheiden in der 1. / 2. / 3. Hauptrunde; Q1, Q2, Q3 = Ausscheiden in der 1. / 2. / 3. Runde der Qualifikation; n. a. = nicht ausgetragen

### Doppel
| Turnier         | 2010 | 2011 | 2012 | 2013 | 2014 | 2015 | Karriere |
| --------------- | ---- | ---- | ---- | ---- | ---- | ---- | -------- |
| Australian Open | —    | 1    | 1    | 2    | 1    | 1    | 2        |
| French Open     | —    | 1    | —    | 1    | 1    | 1    | 1        |
| Wimbledon       | —    | 1    | —    | 1    | 2    | 1    | 2        |
| US Open         | 1    | 1    | 1    | 1    | 1    | 1    | 1        |

## Persönliches
Durch eine kuriose Fluggeschichte vergrößerte sich der Bekanntheitsgrad von Jovanovski. Als sie im Sommer 2011 zum WTA-Turnier nach Carlsbad (Kalifornien) fliegen wollte, landete sie stattdessen in Carlsbad (New Mexico).
Im November 2016 heiratete sie ihren Freund Miloš Petrović.